# 希南·库尔特
希南·库尔特（德語：Sinan Kurt，1996年7月23日—）是一位具有土耳其血统的德国足球运动员，现效力于奧甲俱乐部屈鐵斯，并且曾是德国19岁以下国家足球队成员。其父亲来自土耳其，母亲则为德国人。

## 俱乐部生涯

### 门兴格拉德巴赫
库尔特是在多尔07（SV Dohr 07）开始自己的球员生涯，这是一家位于门兴格拉德巴赫市辖区吉森基兴境内的俱乐部。在2007年转会至门兴格拉德巴赫足球俱乐部之前，他还曾为雷德特效力。效力门兴格拉德巴赫青年队期间，库尔特参加了17岁以下德甲联赛，并在总计52场比赛中取得31个入球及21次助攻。鉴于在U-17梯队的良好表现，门兴格拉德巴赫与其签订了一份期至2016年的发展合同，并将在合同期满后直接生效为职业合同。在2013-14赛季，库尔特又参加了19岁以下德甲联赛，在24次出场中射入16球。这也使他得以在来季晋升至门兴格拉德巴赫二队，并在第四级别的西部地区联赛首轮以1比3不敌维多利亚科隆的比赛中，于最后十五分钟替换马龙·里特尔登场完成首秀。同样在2014-15赛季，库尔特本应进一步被晋升至一线队，但由于与拜仁慕尼黑之间的转会纠纷，这最终没有成为现实。
在2014年8月下旬，媒体报道另一支德甲俱乐部拜仁慕尼黑有兴趣签下库尔特，而他本人也期望加盟拜仁。门兴格拉德巴赫官方则拒绝这位球员在2016年的合同期满前离开。然而德国足球职业联盟却裁定，库尔特在该合同签订时尚未满16岁，因此不具备法律依据，拜仁获准购入这位球员。

### 拜仁慕尼黑
2014年8月31日，在该季夏季转会窗关闭之前，库尔特正式加盟拜仁慕尼黑。他与新东家签订了一份期至2018年6月30日止的四年合同。而这次转会也在他本人的社交媒体账户上引发了路人大战。库尔特在德国班霸俱乐部的第一年主要是为19岁以下青年队效力，并参加了19岁以下德甲联赛和欧洲青年联赛。此外，他还代表拜仁二队在巴伐利亚地区联赛有过一次出场。在库尔特跟随职业化的顶级球员坐在替补席上观战了数场一线队比赛后，他终于在2015年4月25日的第30轮联赛完成德甲首秀：在这场以3比1战胜柏林赫塔的比赛中，他于下半时替换詹卢卡·高迪诺登场。2015年，他随拜仁慕尼黑赢得自己的首个德国足球冠军。

## 国家队生涯
库尔特曾相继入选过15岁以下至18岁以下年龄组别的德国青年国家足球队，并在25场国际比赛中射入6球。他的19岁以下国家队首秀则是在2014年9月5日发生于科隆，作为首发球员在对阵荷兰的友谊赛中以3比2取胜。

## 生涯统计
| 俱乐部级别              | 俱乐部级别       | 俱乐部级别 | 联赛 | 联赛 | 杯赛   | 杯赛   | 国际 | 国际 | 其它 | 其它 | 总计 | 总计 | 注释   |
| 俱乐部                  | 联赛             | 赛季       | 出场 | 入球 | 出场   | 入球   | 出场 | 入球 | 出场 | 入球 | 出场 | 入球 | 注释   |
| 德国                    | 德国             | 德国       | 联赛 | 联赛 | 德国杯 | 德国杯 | 欧战 | 欧战 | 其它 | 其它 | 总计 | 总计 | 注释   |
| ----------------------- | ---------------- | ---------- | ---- | ---- | ------ | ------ | ---- | ---- | ---- | ---- | ---- | ---- | ------ |
| 门兴格拉德巴赫二队      | 西部地区联赛     | 2014–15    | 1    | 0    | —      | —      | —    | —    | —    | —    | 1    | 0    | [ 14 ] |
| 拜仁慕尼黑二队          | 巴伐利亚地区联赛 | 2014–15    | 1    | 0    | —      | —      | —    | —    | —    | —    | 1    | 0    | [ 14 ] |
| 拜仁慕尼黑              | 德甲联赛         | 2014–15    | 1    | 0    | 0      | 0      | 0    | 0    | 0    | 0    | 1    | 0    | [ 14 ] |
| 生涯总计                | 生涯总计         | 生涯总计   | 3    | 0    | 0      | 0      | 0    | 0    | 0    | 0    | 3    | 0    | —      |
| 最後更新：2015年4月25日 |                  |            |      |      |        |        |      |      |      |      |      |      |        |

## 荣誉
- 德国足球冠军：2014年